# Kadyanda
Kadyanda (in licio: Kadawanti) era un'antica città della Licia (ora Turchia sud-occidentale). Si trova a circa 18 km a nord-est di Fethiye, a un'altezza di oltre 900 m s.l.m., e circa 300 m più in alto del villaggio sottostante di Üzümlü. Nonostante la scarsità di notizie sulla città riportate dalle fonti antiche (solo Plinio il Vecchio la menziona), il sito è certamente antecedente l'età classica, come dimostrato dal nome, e le rovine sono imponenti, anche se la maggior parte risalgono all'epoca romana. Tra le rovine più antiche notevoli sono il tratto sud delle mura (originariamente ad anello) che proteggevano la città, tombe in pietra e iscrizioni licie. Successivamente, furono eretti un teatro ellenistico, che fu riparato e utilizzato in epoca romana, un bagno, una pista, l'Agorà, rovine di un tempio in onore di una divinità sconosciuta e numerosi edifici residenziali.
Sull'antica strada per Kadyanda, presso il guado sul fiume Xanthos (Koca Çayı)  si trovano i resti del ponte romano di Kemer.

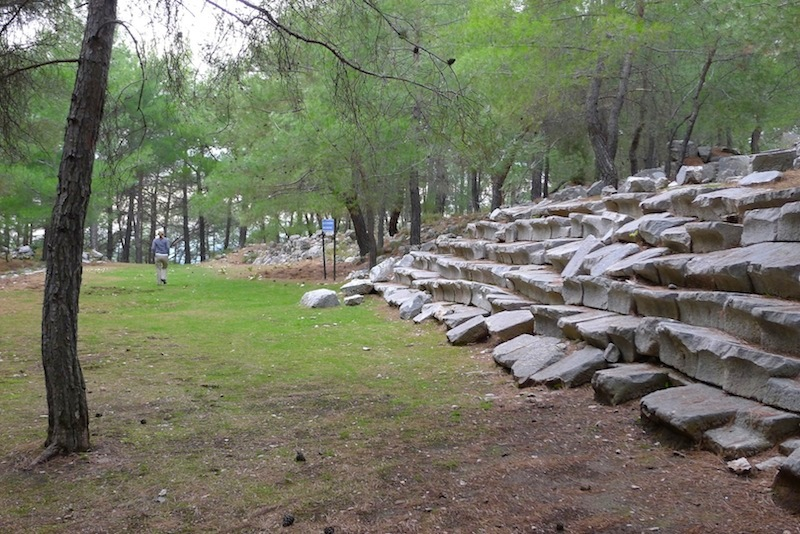
Lo stadio